# Samostrzel (gromada)
Samostrzel – dawna gromada, czyli najmniejsza jednostka podziału terytorialnego Polskiej Rzeczypospolitej Ludowej w latach 1954–1972.
Gromady, z gromadzkimi radami narodowymi (GRN) jako organami władzy najniższego stopnia na wsi, funkcjonowały od reformy reorganizującej administrację wiejską przeprowadzonej jesienią 1954 do momentu ich zniesienia z dniem 1 stycznia 1973, tym samym wypierając organizację gminną w latach 1954–1972.
Gromadę Samostrzel z siedzibą GRN w Samostrzelu utworzono – jako jedną z 8759 gromad na obszarze Polski – w powiecie wyrzyskim w woj. bydgoskim, na mocy uchwały nr 24/18 WRN w Bydgoszczy z dnia 5 października 1954. W skład jednostki weszły obszary dotychczasowych gromad Bnin, Jadwiżyn i Ostrowiec oraz wieś Samostrzel z dotychczasowej gromady Sadki ze zniesionej gminy Sadki w tymże powiecie. Dla gromady ustalono 23 członków gromadzkiej rady narodowej.
1 stycznia 1958 do gromady Samostrzel włączono wsie Anieliny i Łodzia oraz osadę leśną Wybitowo ze zniesionej gromady Śmielin w tymże powiecie.
Gromadę zniesiono 31 grudnia 1961, a jej obszar włączono do gromady Sadki w tymże powiecie.